# Füzuli
Füzuli (orm. Վարանդա, Waranda) – stolica rejonu Füzuli w Azerbejdżanie. Obecnie prawie całkowicie opuszczone w wyniku walk w konflikcie o Górski Karabach pomiędzy ormiańską ludnością a Azerbejdżanem.
Na prawym brzegu rzeki Quruçay, na terenach dzisiejszego miasta istniała niegdyś wioska Karabułag (Qarabulaq). Wraz z okolicznymi terenami wchodziła w skład chanatu karabaskiego, a od 1822 w skład Imperium Rosyjskiego. Na gruncie wioski utworzono w 1827 miasto będące rosyjskim fortem, które otrzymało nową nazwę Kariagino. Jego mieszkańcami byli głównie rosyjscy Mołokanie, później osiedlili się tu Azerowie i Kurdowie oraz mała grupa Ormian. Jeszcze w 1896 Rosjanie stanowili większość populacji, ale już w 1915 – Azerowie. W latach 1918–1920 Kariagino wchodziło w skład Demokratycznej Republiki Azerbejdżanu a od 1920 w skład Azerbejdżańskiej Socjalistycznej Republiki Radzieckiej. W 1959 roku miasto zostało przemianowane na cześć azerskiego poety Fuzulego. Po wojnie o Górski Karabach miasto weszło pod kontrolę separatystów ormiańskich, którzy nadali mu nazwę Waranda.
W trakcie konfliktu w Górskim Karabachu w październiku 2020 miasto zostało zdobyte przez wojska Azerbejdżanu. W sierpniu 2023 w mieście ponownie zaczęli osiedlać się Azerowie.
W miejscowości znajdują się ruiny meczetu Hadżiego Alekbera z XVII wieku oraz młyn i most z XIX wieku.
Miejscowość jest znana z wysokiego na 50 m wzgórza znajdującego się w północnej części miasta. Wzgórze jest zwieńczone płaską powierzchnią, zaś wewnątrz składa się z dużej ilości ceramiki. Archeolodzy interesowali się tym miejscem od początków XX wieku, ale poważne i systematyczne badania rozpoczęto w 1964. Materiał znaleziony wewnątrz datuje się na IV–III tysiąclecia p.n.e. i ma cechy identyczne ze znaleziskami z innych miejsc z Wyżyny Armeńskiej.